# Jamtsyn Davaajav
Jamtsyn Davaajav est un lutteur mongol spécialiste de la lutte libre né le 28 juin 1955 et mort en 2000.

## Biographie
Jamtsyn Davaajav participe aux Jeux olympiques d'été de 1980 à Moscou dans la catégorie des poids welters et remporte la médaille d'argent.